# Бендер, Валентина

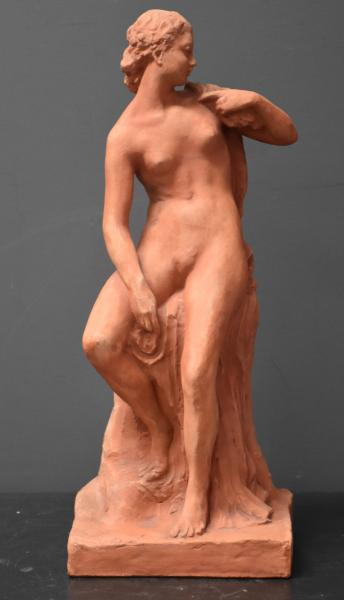
Скульптура «Обнажённая женщина»

Валентина Матильда Жанна Августа Бендер (1 мая 1884 или 1884, Схарбек — 1947, Уккел) — бельгийский скульптор.

## Жизнь и труды
Валентина Бендер была дочерью Анри Жозефа Константа Бендера, начальника бюро Министерства народного просвещения, и Жанны Констанции Луизы Софи де Броэта. Её дед Жан-Валентин Бендер переехал из Германии в Бельгию, где стал дирижёром Большого духового оркестра бельгийских гидов. Бендер обучалась с 1907 года в мастерской скульптора Эжида Ромбо (1865-1942). Она стала спутницей жизни своего учителя. Она завещала его работы Королевским музеям изящных искусств Бельгии, а половину своего капитала — Королевской академии Бельгии, финансируя премию Эжида Ромбо.
Бендер делала человеческие фигуры из бронзы, дерева, мрамора и терракоты. Её фигуры кажутся плавными и живыми, словно запечатлёнными в середине движения. Она выставляла свои работы, среди прочего, на Всемирной выставке 1910 года в Брюсселе, трёхлетней выставке в Антверпене (1930) и Салоне печати в Центре изящных искусств в Брюсселе (1936). За год до смерти она показала свои работы «Dans la vague» и «Suzanne Surprise» на 47-м Салоне Кружка искусства и знаний (1946).
Валентина Бендер умерла в 1947 году.

## Некоторые работы
- Бронзовый бюст Эрнеста Дискайля[фр.] 1908 года, собрание муниципалитета Схарбек[7].
- Бронзовый бюст Эжида Ромбо, коллекция Королевской академии наук, литературы и изящных искусств[8].
- 1930 Première rencontre («Первая встреча»), показанная на выставке в Антверпене.